# Allumer le feu
Singles de Johnny Hallyday
Debout
(1998) Seul
(1998)
 Allumer le feu  est une chanson de Johnny Hallyday écrite par Zazie et composée par Pascal Obispo et Pierre Jaconelli.
Ce titre est le troisième extrait de l'album Ce que je sais, sorti en 1998.

## Histoire
Allumer le feu est une chanson de commande pour Johnny Hallyday en vue de ses concerts au Stade de France en septembre 1998,. Durant l'automne 1997, Hallyday est en studio pour l'enregistrement d'un nouvel album composé et réalisé par Pascal Obispo et le chanteur est à la recherche d'un titre fort et rythmé pour son show. Zazie est alors sollicitée pour l'écriture du texte (elle en signe trois pour l'album Ce que je sais). Les maquettes des affiches prévues indiquent « Johnny met le feu au Stade de France », Zazie propose Allumer le feu, la variante est approuvée et les affiches sont alors modifiées en « Johnny allume le feu ». La parolière témoigne : 

« Pascal Obispo m’appelle une nuit et me demande ce que je fais. Je réponds : "rien". Il me répond : "Alors, tu as trois heures. Il faudrait que tu fasses un texte pour demain pour l’ouverture ou la fermeture du concert de Johnny au Stade de France…" »

Pétrifiée, la jeune chanteuse s'exécute : 

« J’ai jeté les mots qui me semblaient importants pour les spectateurs : "motos", "tatouages", "bruits", "feu", "enfants", "loups", "lions". Ensuite, j'ai pioché dedans pour en faire un texte quand même cohérent. [...] On m’avait dit "ouverture du Stade de France" : j'ai écrit une chanson de gladiateur. »

Pascal Obispo et Pierre Jaconelli composent la musique dans la foulée. L'album Ce que je sais sort le 24 janvier 1998 et Allumer le feu (extrait de l'album), est diffusé en single en juin,. Allumer le feu sera finalement jouée au stade de France en final du concert avant rappel,.
Allumer le feu fait partie des 20 tubes ayant généré le plus de droits en France en 2010.

## Discographie
- 1998[11]
  - 24 janvier album Philips Mercury 536920 Ce que je sais
  - juin CD single Philips Mercury 56602-2 : Allumer le feu (radio édit 4 min 20 s), Les moulins à vent
  - juin Maxi 45 tours Philips Mercury 2931 : Allumer le feu (club remix 6 min 29 s), Allumer le feu (Dub remix 6 min 29 s)

Discographie live :
- 1998 : Stade de France 98 Johnny allume le feu
- 2000 : 100 % Johnny : Live à la tour Eiffel
- 2000 : Happy Birthday Live - Parc de Sceaux 15.06.2000 (inédit jusqu'en 2020)
- 2003 : Parc des Princes 2003
- 2003 : Hallyday Bercy 2003 (sortie posthume en 2020)
- 2006 : Flashback Tour : Palais des sports 2006
- 2009 : Tour 66 : Stade de France 2009
- 2013 : On Stage et Born Rocker Tour
- 2016 : Rester Vivant Tour

Autres :
- 2001 : Millésime Live 00/01 (album enregistré en public de Pascal Obispo - Obispo et Hallyday chantent en duo Allumer le feu)

## Classements
Le single entre au Top 50 à la 63e place le 20 juin 1998 et restera classé durant vingt semaines consécutives jusqu'au 31 octobre 1998, atteignant la 39e place.
À la suite du décès du chanteur en 2017, Allumer le feu refait son entrée et parvient à atteindre la 10e place en France.
| Classement (1998) | Meilleure position |
| ----------------- | ------------------ |
| France (SNEP)     | 39                 |

| Classement (2017)            | Meilleure position |
| ---------------------------- | ------------------ |
| France (SNEP)                | 10                 |
| Suisse (Schweizer Hitparade) | 69                 |

## Reprises
- La chanson est reprise par Les Enfoirés sur leur douzième album La Foire aux Enfoirés sorti en 2003, ainsi que sur la compilation Les Enfoirés, la Compil' (vol. 3) sortie en double CD le 25 novembre 2005.
- Une parodie intitulée Inventer le feu est interprétée par Johnny Abilis, « le chanteur le plus populaire de l'âge de pierre »[14], dans le vingt-septième épisode de la cinquième saison de la série d'animation Silex and the City.
- En 2015, la chanson est reprise dans une version revisitée par le duo de chanteuses Brigitte[15].